# Xã Bucyrus, Quận Crawford, Ohio
Xã Bucyrus (tiếng Anh: Bucyrus Township) là một xã thuộc quận Crawford, tiểu bang Ohio, Hoa Kỳ. Năm 2010, dân số của xã này là 835 người.